# Marco Cardinali
Marco Cardinali (Roma, 10 agosto 1968) è un teologo, giornalista, scrittore e pittore italiano.

## Formazione
Si è formato nella Pontificia Università Gregoriana dove ha conseguito il Baccalaureato in filosofia. Nel contempo approfondisce il suo studio in campo teologico con la specializzazione in Teologia Fondamentale, fino ad arrivare al massimo grado accademico ottenendo il Dottorato in teologia (PhD), con un lavoro di ricerca teologica e di critica letteraria sulla poesia di David Maria Turoldo, pubblicato nel 2002. Nel 2007 si laurea in Scienze e Tecniche psicologiche presso la LUMSA.

## Attività
Collabora fin dal 1994 con la Radio Vaticana e dal 2003 fino alla sua nomina a direttore della Lateran University Press nell'aprile del 2007 è stato responsabile di Orizzonti Cristiani, la redazione formativo-culturale in lingua italiana della Radio Vaticana.
I suoi primi passi in radio li muove proprio nell'ambito di Orizzonti Cristiani, il programma storico della Radio Vaticana. Dal 1997 è conduttore delle dirette radiofoniche in italiano delle celebrazioni pontificie presiedute dal Papa e dei suoi viaggi apostolici nazionali e internazionali.
È stato la voce di molti servizi giornalistici per il Grande Giubileo del 2000, chiamato a leggere in mondovisione brani tratti della Sacra scrittura e dal magistero pontificio, davanti a Giovanni Paolo II. Nel 2002 viene nominato direttore dell'ufficio stampa della Pontificia Università Gregoriana. Dal 2001 al 2011 è direttore della rivista internazionale La Gregoriana - Informazioni PUG; Dal 2006 al 2011 è anche direttore del bollettino informativo Gregoriana Notizie.
Nel 2005 è nominato responsabile editoriale della Lateran University Press, la casa editrice della Pontificia Università Lateranense (Stato della Città del Vaticano), di cui dal 2007 è stato nominato direttore, carica mantenuta fino al novembre 2021 . Nel 2006 per la RAI è stato la voce di Gesù, durante la trasmissione in mondovisione della Via Crucis presieduta al Colosseo dal pontefice Benedetto XVI. Dal 2007 è anche docente nel modulo di Teologia e linguaggio cinematografico nella Facoltà Teologica dell'Italia Meridionale (Sez. San Luigi), per la Scuola di Alta Formazione di Arte e Teologia.
Nel 2021 è nominato Segretario generale del Pontificio Ateneo Sant'Anselmo di Roma. Nel 2022 è nominato direttore della LAS - Libreria Editrice Salesiana della Pontificia Università Salesiana di Roma.
Nel 2023 si è inaugurata a Roma la sua prima Mostra Personale d'arte dal titolo "Abitare la Soglia".

## Trasmissioni radiofoniche e televisive
Marco Cardinali è stato dal 2003 al 2007 consulente liturgico e regista della diretta della Messa domenicale della Radio Vaticana in collegamento Radio Rai Uno, nel 2000, durante il Giubileo, ha coordinato e condotto Generation Jubilee, programma quotidiano in diretta plurilinguistico e multimediale della Radio Vaticana per i giovani di tutto il mondo giunti a Roma per il Giubileo e la Giornata Mondiale della Gioventù che è poi divenuta Young 2 Young una trasmissione quotidiana in diretta (plurilinguistica: italiano, inglese, francese, spagnolo, portoghese e multimediale: radio-internet-tv) per giovani. Per quattro anni dal 2003 al 2007 ha condotto la trasmissione settimanale in diretta A tu per tu, su temi di approfondimento religioso e culturale. Fu nel 2005 il commentatore ufficiale dei funerali di papa Giovanni Paolo II e di tutte le celebrazioni vaticane durante la Sede Vacante. Durante il Conclave fu, infatti, nella trasmissione da lui condotta alla Radio Vaticana, "Allargando gli orizzonti" che il 19 aprile 2005 il mondo ha seguito in diretta l'annuncio dell'avvenuta elezione di Joseph Ratzinger al soglio di Pietro, con il nome di Benedetto XVI.

## Pubblicazioni
Libri
- Abitare la Soglia. La poetica pittorica dell’artista con catalogo dei dipinti, Nova Millenium Romae, 2023.[9]
- La Sacra Scrittura nella vita della Chiesa, Giubileo 2025 - Collana "Quaderni del Concilio" a cura del Dicastero per l'Evangelizzazione, Editrice Shalom, Camerata Picena 2022.[10]
- Calligraphy for Dialogue. Promoting the Culture of Peace through Culture and Art, Lateran University Press, Città del Vaticano 2019.
- Benessere emotivo e cura del sé. Analisi di Moonlight nel dialogo fecondo tra Cinema e Discipline Analogiche Benemegliane, Prefazione di Stefano Benemeglio,  Editoriale Romani, Roma 2018.[11]
- L'umiltà della misericordia. Vita e opera del Venerabile P. Felice Prinetti O.M.V.,  Lateran University Press, Città del Vaticano 2015.
- In silenzio dentro il mistero. Per una lettura teologica della poetica di Cesare Cellini, Lateran University Press, Città del Vaticano 2015.
- Alle sorgenti della vita. Edizione speciale per l'Anno della Vita Consacrata, Lateran University Press, Città del Vaticano, 2015.
- Tre colori: Film Blu di Krzysztof Kieślowski. Spunti per una lettura teologica con un saggio introduttivo sui fondamenti per un'analisi teologica del cinema, Il Pozzo di Giacobbe, Trapani, 2012.
- Formare sacerdoti per il terzo Millennio. Riflessioni a vent'anni dalla Pastores dabo vobis, Lateran University Press, Città del Vaticano, 2012.
- Pastori dinanzi all'emergenza educativa. Per la formazione dei formatori, Lateran University Press, Città del Vaticano, 2011.
- Alle sorgenti della vita. Invito alla lettura dell'Esortazione Apostolica Vita Consecrata, Lateran University Press, Città del Vaticano, 2011.
- La Bibbia carolingia dell'Abbazia di San Paolo fuori le Mura, Edizioni Abbazia di San Paolo fuori le Mura, Città del Vaticano, 2009.
- Ti basti la mia grazia. Meditazioni sugli scritti di San Paolo, Lateran University Press, 2008.
- Dalle tenebre alla luce. Riflessioni sul Triduo Pasquale, Lateran University Press, 2007.
- Cibo del pellegrino. Riflessioni sull'Eucaristia, Edizioni Pro Sanctitate, 2005.
- Vi do la mia pace. Itinerario del cuore per costruire la pace,, 2004.
- Un cuore che ama. Il Sacro cuore di Gesù, Edizioni Pro Sanctitate, 2003.
- Il Dio Inseguito. Viaggio alla scoperta della poesia di David Maria Turoldo, Edizioni Pro Sanctitate, 2002.[12]
- La poetica teologica in David Maria Turoldo, Pontificia Università Gregoriana, 2001.
- La comunicazione in prospettiva teologica, Elledici, 1998.
- La grande porta di Kiev, Italibri, 1996.
- Il Vascello sperduto, Edizioni Beta, 1993.

## Premi e onorificenze
Insignito della distinzione speciale della Palma di Gerusalemme per meriti in favore della Terra Santa.
Nel 1997 è risultato terzo finalista al Premio Letterario Internazionale "San Marco - Città di Venezia" con il libro di poesie La grande porta di Kiev.
Nel 2003 la città di Nettuno gli ha attribuito il "Premio Santa Maria Goretti. Informazione e comunicazione".
Nel 2023 è stato insignito a Firenze del "Premio Internazionale Michelangelo" per l'arte.
Nel 2023 In occasione della Biennale di Milano è stato insignito del "Premio Belle Arti".
Nel 2023 è stato insignito del Premio artistico "Jacopo da Ponte" da parte di Spoleto Art Factory.